# Роснянський Сергій Євдокимович
Сергій Євдокимович Роснянський (Сученко)  (1899–1942) — український письменник. Репресований.